# 부클뒤무운주
부클뒤무운주(프랑스어: Boucle du Mouhoun)는 부르키나파소 북서부에 위치한 주로 주도는 데두구이며 면적은 34,153km2, 인구는 1,434,847명(2006년 기준)이다. 북동쪽으로는 북부주, 남동쪽으로는 중서부주, 남쪽으로는 오트바생주와 접하며 북서쪽으로는 말리와 국경을 접한다. 6개 현(발레현, 반와현, 코시현, 무운현, 나얄라현, 수루현)을 관할한다.